# Montechiarugolo

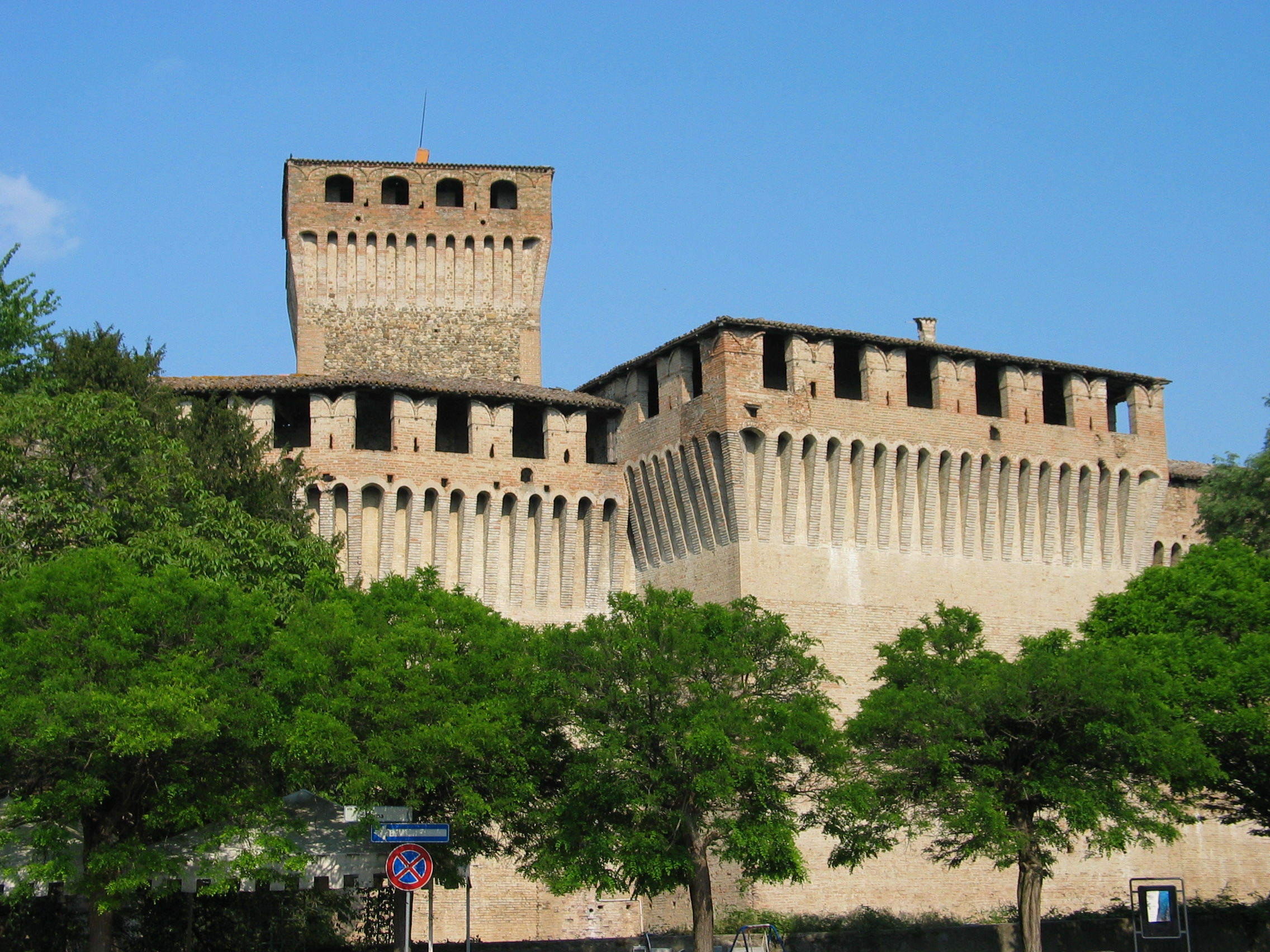
Kastell Montechiarugolo

Montechiarugolo ist eine italienische Gemeinde (comune) mit 11.252 Einwohnern (Stand 31. Dezember 2023) in der Provinz Parma in der Emilia-Romagna. Die Gemeinde liegt etwa 13 Kilometer südöstlich von Parma an der Enza. Die Gemeinde besteht im Wesentlichen aus den fünf größeren Ortschaften Basilicagoiano, Basilicanova, Montechiarugolo, Monticelli Terme, Tortiano. Die Gemeinde grenzt an die Provinz Reggio Emilia.

## Geschichte
Die größeren Orte der Gemeinde entstanden ab dem 10. Jahrhundert. Aus der Grafschaft Guastalla wurde 1456 die Grafschaft Montechiarugolo gelöst. Bis 1612 war diese Grafschaft souverän, als der Herzog von Parma, Ranuccio I. Farnese, das Gebiet annektierte.
Nach dem Kriegseintritt Italiens im Juni 1940 errichtete das faschistische Regime in Montechiarugolo ein Internierungslager (campo di concentramento). Die Internierten waren in einem mittelalterlichen Kastell untergebracht, die Lebensbedingungen waren außerordentlich bescheiden: es gab weder Strom noch fließendes Wasser, die Bewegungsfreiheit war eingeschränkt. Im Sommer 1940 befanden sich über 40 ausländische Juden in Montechiarugolo. Mitte Dezember 1940 zählte das Lager 118 Internierte, hauptsächlich Briten und Franzosen. Im Juni 1941 kamen jugoslawische Seeleute aus Dalmatien hinzu. Nach Verkündung des Waffenstillstands am 8. September 1943 befanden sich noch 103 Internierte vor Ort, wovon die meisten fliehen konnten.

## Gemeindepartnerschaften
Montechiarugolo unterhält eine Partnerschaft mit der slowenischen Stadt Izola in der Region Primorska.

## Persönlichkeiten
- Fausta Quintavalla (* 1959), Leichtathletin